# Thomas Chrowder Chamberlin
Thomas Chrowder Chamberlin (25. září 1843 Mattoon – 15. listopadu 1928 Chicago) byl americký geolog. Jedním z jeho hlavních předmětů zájmu byla glaciologie, zabýval se však také teoriemi vzniku Země. Je autorem tzv. planetesimální hypotézy, kterou se pokusil nahradit mlhovinovou hypotézu vzniku sluneční soustavy. Podle jeho teorie, která byla později zavržena, vznikly planety akrecí planetesimál vytvořených z hmoty, jež byla vyvržena ze Slunce vlivem slapového působení blízko procházející hvězdy.
V roce 1894 byl prezidentem Geological Society of America.